# Baldursdóttir
Baldursdóttir ist ein isländischer Name.

## Bedeutung
Der Name ist ein Patronym und bedeutet Tochter des Baldur. Die männliche Entsprechung ist Baldursson (Sohn des Baldur).

## Namensträgerinnen
- Ásgerður Baldursdóttir (* 1987), isländische Fußballspielerin
- Eva Pandora Baldursdóttir (* 1990), isländische Politikerin
- Kristín Marja Baldursdóttir (* 1949), isländische Autorin